# Le Salon musical
 (mars 2020).
Si vous disposez d'ouvrages ou d'articles de référence ou si vous connaissez des sites web de qualité traitant du thème abordé ici, merci de compléter l'article en donnant les références utiles à sa vérifiabilité et en les liant à la section « Notes et références ».
Le Salon Musical (musique, beaux-arts, littérature, critique, théâtre, nouvelles, mode) est une revue musicale française hebdomadaire publiée à Lyon de 1843 à 1844. C'est une des nombreuses revues de la presse spécialisée de la première moitié du XIXe siècle, comme ses concurrents Le Ménestrel ou la Revue et gazette musicale de Paris. Elle appartient et est imprimée par l'imprimeur Lyonnais Charles Rey Jeune. Durant ses deux années d'existence, elle change de directeurs et d'imprimeurs de nombreuses fois. En avril 1844, après 34 numéros, elle est renommée La Clochette, avec la même numérotation. La Clochette a disparu en janvier 1846.